# Baán Tibor
Baán Tibor (Rákosliget, 1946. május 26. – ) magyar tanár, költő, kritikus, esszéista.

## Élete
Szülei Baán Zoltán és Steidl Katalin. A Győri Bencés Gimnáziumban érettségizett 1965-ben. 1965 és 1975 között operátor, számítógép programozó. Az ELTE tanárképző szakát elvégezve tanárként dolgozott. Első publikációi a Mozgó Világban és az Új Írásban jelentek meg. Pilinszky és Toldalagi című tanulmányára Határ Győző hívta fel a figyelmet. Irodalomtörténet című írásában így említi az Újhold Évkönyv 1988/2. kötetében megjelent írást: 
"A közel 200 oldalnyi esszésorozatból megint csak a magam szeszélye emeli ki Baán Tibor Pilinszky és Toldalagi című eredeti meglátású, merész tanulmányát, amelyben lenyomozza a párhuzamot, indulás, ihlet és hangvétel párhuzamát a két költő œuvre-jében."
Nyugdíjasként a Magyar Írószövetség Íróiskolájában tanított. A Magyar Érdem lovagkeresztje Polgári Tagozat állami kitüntetésben ezzel az indoklással részesült 2021. március 15-én:
"BAÁN TIBOR költő, kritikus, esszéista több évtizedes tanári pályája, valamint verseket, tanulmányokat, esszéket és regénymozaikokat is magába foglaló szépirodalmi életműve elismeréseként".
2021. augusztus 21-én a Magyar Írószövetség képviseletében koszorút helyezett el Jánosy István költő gyenesdiási temetőben felavatott síremlékén, s méltatta a 15 évvel azelőtt elhunyt költő életművét.
Művei 2009-től a Széphalom Kiadó valamint a Hét Krajcár Kiadó gondozásában jelennek meg.

## Művei

### Versek
- Madárház; Hules Béla, Zalaegerszeg, 1995 (Vadamosi füzetek)
- Alvilági anziksz, Orpheusz, 1999
- Az egység álma, Orpheusz, 2000
- Szentély, Orpheusz, 2002
- Lombhullató idő. Válogatott és új versek, 1993–2003; Hungarovox, Budapest, 2003
- Szárnyvonal, Püski, 2005
- Elfelejtett színek, Hungarovox, 2006
- Papírmozi. Válogatott és új versek, 1965–2006; Hét Krajcár, Budapest, 2007
- Konstelláció. Kollázsok és haikuk; Hét Krajcár, Budapest, 2009
- Után, Hét Krajcár, 2009
- Visszajátszás, Hét Krajcár, 2011
- Gyűjtemény Hét Krajcár, 2012
- Szénszüret, Hét krajcár, 2014
- Az én hatványai. Válogatott és új versek, 1965–2013; Széphalom Könyvműhely, Budapest, 2015
- Az idő hatványai (válogatott versek: 1962–2020), Orpheusz, 2023
- Visszaverődések; Muravidék Baráti Kör Kulturális Egyesület, Pilisvörösvár, 2023
- Tőr és liliom / Lily and dagger. Szimbólumok Varga Sinai Gizella festői világában Baán Tibor verseivel; Megjelenés:  Budapest : Hét Krajcár, 2023
- Álmomban verőfény. Válogatott és új versek; Hét Krajcár, Budapest, 2024
- Emberkert; Cédrus Művészeti Alapítvány, Budapest, 2024
- Szalonvirág; szerzői, Budapest, 2024
- Dobravert évek, Cédrus Művészeti Alapítvány, Budapest, 2025

### Tanulmányok, kritikák
- Szerepválaszok. Esszék és tanulmányok, 1988–2003; Orpheusz Könyvek, Budapest, 2004
- Fények a labirintusban. Esszék és tanulmányok; Hungarovox, Budapest, 2006
- Nagylátószög. Művek, utak, irányok; Hét Krajcár, Budapest, 2010
- Összeáll a kép. Művek, utak, irányok; Széphalom Könyvműhely, Budapest, 2018
- Jelentésmező. Irodalmi kalandozások; Hét Krajcár, Budapest, 2022